# سراج سيكدار

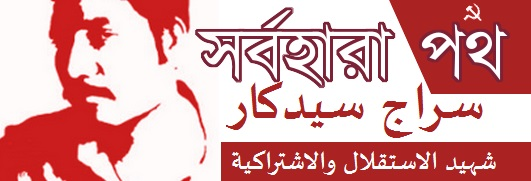
ملصق عربي لسراج سيدكار

سراج سيكدار (بالإنجليزية: Siraj Sikder)‏ (مواليد 27 أكتوبر عام 1944 في منطقة شهتاربور - 2 يناير 1975) هو سياسي ثوري بنغالي انتقل عام 1959 إلى باريسال بعد اجتيازه المرحلة الثانوية حيث نال شهادة الهندسة من جامعة دكا الهندسية عام 1967، كان سراج ناشطاً في اتحاد طلاب شرق باكستان وانتخب عضواً للجنة المركزية لاتحاد الطلاب.

## النشاط السياسي
في 8 يناير عام 1968، أسس مع مجموعة شيوعية ثورية حركة عمال شرق البنغال وهي منظمة سرية عرفت اختصاراً بEBWM بهدف العمل ضد التحريفيةالتي يقودها الشيوعيين التابعين للسوفييت بحسب وثائق هذه المنظمة ومن أجل تأسيس الحزب الشيوعي الثوري، وكانت ترى هذه المنظمة أن منطقة البنغال الشرقية هي مستعمرة من قبل الباكستان وأن البرجوازية والبيروقراطية تسيطر على شعب بنغلادش
غادر سراج لإنشاء مركز ماوتسي تونغ للبحوث في داكا الذي تم اغلاقه من قبل الحكومة الباكستانية في وقت لاحق. في شباط عام 1970، انضم سراج سيكدير كلية التدريب التقني في دكا محاضرا. أنشأ سراج سيدكار مجموعة ماركسية لينينية نهج ماو تسي تونغ أصبح الحزب رسمياً ماوي وفي بداية حرب تحرير بنجلادش أسس سراج مجموعة حرب عصابات شيوعية على غرار جيش التحرير البنغلاديشي وجعل من منطقة باريسال قاعدة لانطلاقة حرب تحرير شعبية تختلف بالأيدلوجيا عن أفكار موكتي باهيني القومية

## اغتيال سراج سيديكار
في عام 1975 ، ألقي القبض عليه في شيتاغونغ من قبل قوة الاستخبارات التابعة للحكومة البنغلاديشية المدعومة من الجيش الهندي. وقد قتل أثناء اعتقاله يوم 2 يناير 1975 من قبل الشرطة وهو في طريقه من مطار دكا إلى معسكر راكيهي باهيني في سافار. بعد وفاته، ثم أعلن الرئيس البنغالي والشيخ مجيب الرحمن خبر اغتيال سراج سيدكار في البرلمان بعبارة استهزاء قائلاً "أين هو سراج سيكدير الآن؟"

## رمزية سراج سيديكار
يعتبر سراج سيدكار من أهم منظري الماركسية اللينينية نهج ماوتسي تونغ التي أصبحت ماوية في وقت لاحق لاسهاماته العديدة ومازالت مجموعة ماوية في بنغلادش تحمل اسم الحزب الشيوعي الماركسي اللينيني الماوي في بنغلادش تسترشد بأفكاره الماوية ولديهم موقع بعنوان نهج سراج.

## وصلات خارجية
http://sarbaharapath.com/